# بارا بالیاتالی
بارا بالیاتالی (به لاتین: Bara Baliatali) یک منطقهٔ مسکونی در بنگلادش است که در ناحیه پتوکالی واقع شده‌است.